# Mahagi
Mahagi est une localité, chef-lieu de territoire de la province de l'Ituri en république démocratique du Congo (RDC).

## Géographie
Le Territoire de Mahagi est une des entités Administratives situées au Nord-est de la RDC, en Province Orientale, dans le District de l'Ituri. Ses caractéristiques dominantes sont : les hautes montagnes dans la partie Centrale et le lac Albert dans toutes les parties Sud-est. 
Disposant d'une superficie de 5216 km², Mahagi est borné par la République de l'Ouganda au Nord-est, le Territoire de Djugu à l'Ouest, le lac Albert à l'Est, le Territoire d'Aru et une partie de l'Ouganda au Nord . 

## Administration
Chef-lieu territorial de 17 695 électeurs recensés en 2018, la localité a le statut de commune rurale de moins de 80 000 électeurs, elle compte 7 conseillers municipaux en 2019.

## Population
Le recensement date de 1984,.
| 1984 | 2004   | 2012   |
| ---- | ------ | ------ |
| -    | 16 535 | 19 399 |